# Ectropina sclerochitoni
Ectropina sclerochitoni är en fjärilsart som beskrevs av Lajos Vári 1961. Ectropina sclerochitoni ingår i släktet Ectropina och familjen styltmalar.
Artens utbredningsområde är Nigeria. Inga underarter finns listade i Catalogue of Life.